# Etnografski motivi Baranje
Etnografski motivi Baranje, prvobitni naziv (naslov) izložbe Klep, klep i šareno jaje Milana Dvornića, a kasnije podnaslov te izložbe. 
Organizator je čak odaslao i pozivnice s nazivom "Etnografski motivi Baranje", no kako je otvaranje izložbe odgođeno s 14. IV. 2006. na 29. IV. iste godine, kasnije je naziv izložbe promijenjen, ali je i na ponovo poslanim pozivnicama ostao prvobitni naziv.